# Ventilfeder

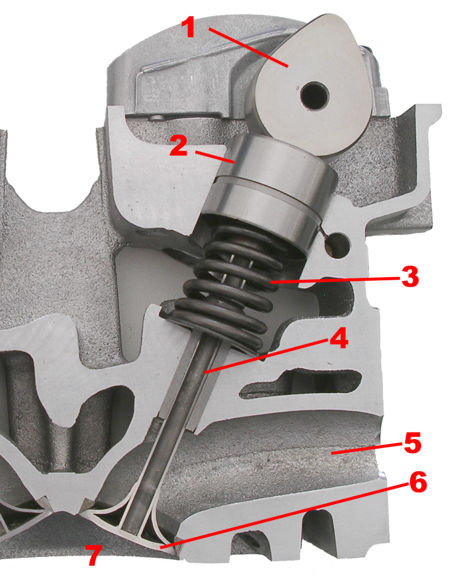
Schnitt durch einen Zylinderkopf. Die dunkle Wendel in der Mitte (3) ist die Ventilfeder

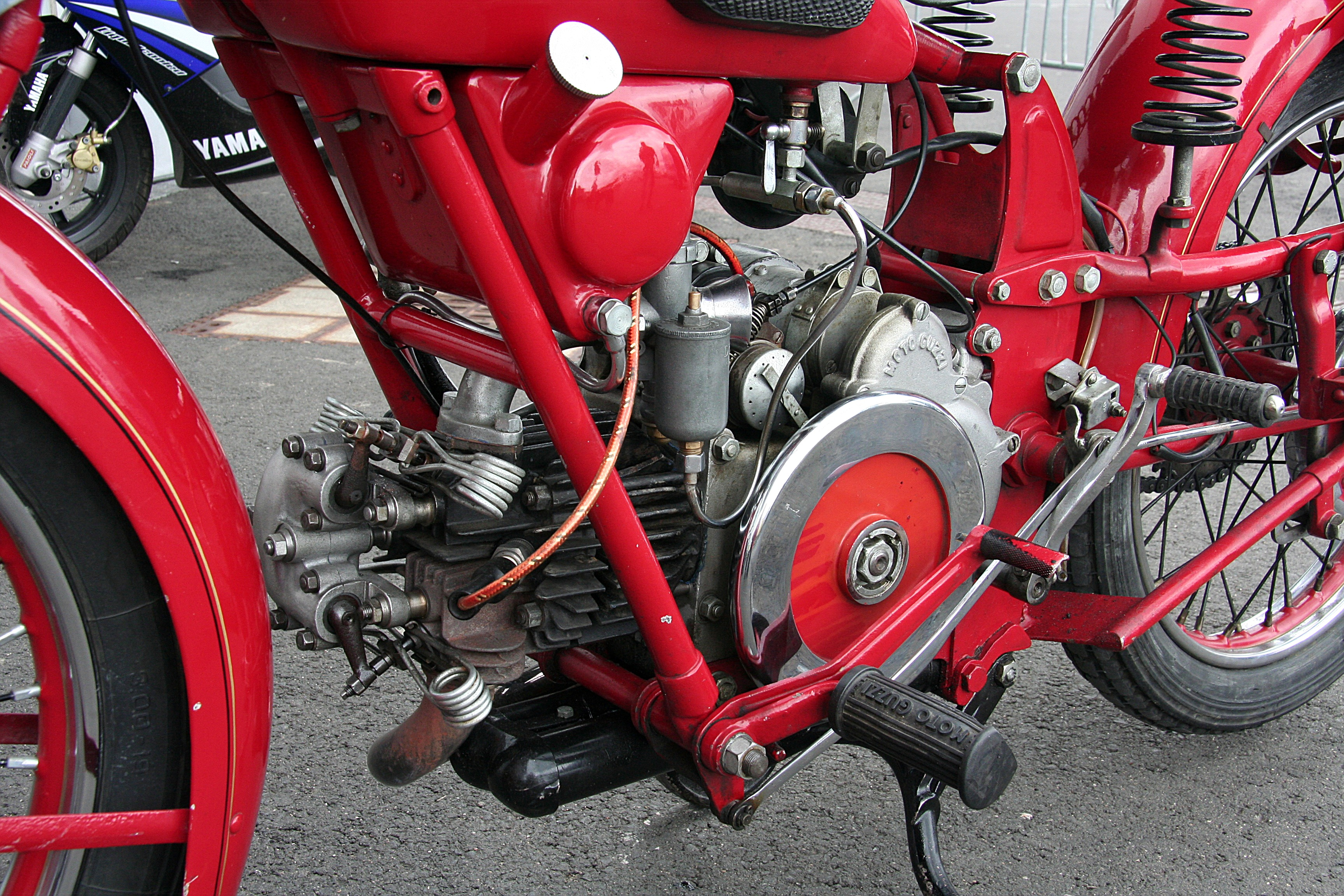
Moto Guzzi der 1930er Jahre mit offen liegenden Haarnadelventilfedern

Die Ventilfeder ist bei Verbrennungsmotoren, die nach dem Viertaktverfahren arbeiten oder bei ventilbestückten Zweitaktmotoren wie Groß- und Schiffsdieseln, eine Feder, die ein Ventil für den Einlass von Treibstoff-Luft-Gemisch oder für den Auslass von Verbrennungsabgas und -rückständen in seinem Sitz hält; die Ventilfeder bewirkt das Schließen des Ventiles. Gegen diese Feder arbeitet die Nockenwelle, gegebenenfalls über Kipphebel o. ä. an, um das jeweilige Ventil zum richtigen Zeitpunkt zu öffnen; ohne Nocken werden Schnüffelventile geöffnet. Eine Alternative zu der das Ventil zurückholenden Feder ist die aufwändige Desmodromik; dabei wird auch das Ventilschließen von einem Steuernocken bewirkt.
Ventilfedern sind meistens ein oder zwei – mit dem Ventilschaft konzentrische –  Schraubenfedern; auch Drehstäbe sind als Ventilfedern verwendet worden, zum Beispiel beim Honda-CB-450-Motorradmotor und bei den Zweizylinder-Boxermotoren von Panhard. Haarnadelventilfedern mit besonders niedrigem Massenträgheitsmoment (beim Moto Guzzi-Motorrad des nebenstehenden Fotos in offen liegender, später oft auch in gekapselter Ausführung) sind eine Bauform der Schenkelfeder; da hierbei auch die Ventilschäfte kürzer gehalten werden können, sind höhere Drehzahlen möglich. Mit dem Aufkommen besserer Werkstoffe verschwanden sie um 1960 zunehmend auch aus dem Rennsport. Namhafte Vertreter von Motoren mit Haarnadelventilfedern sind außer vielen englischen Motorrädern der 1930er Jahre, die NSU OSL 351 und 501 (auch viele Umbauten), BMW R 5, R 51 und R 66, der Climax-V-8-Rennmotor von 1953 sowie der Maserati-V-8-Sportwagenmotor von 1957.
Bei modernen Rennmotoren werden oft pneumatische Ventilfedern als Federelement eingesetzt (etwa in der Formel 1).

## Ungewöhnliche historische Lösungen
Blattfedern als Ventilfedern hatten – zumindest einige – Motoren des Leyland Eight, von dem allerdings nur etwa 15 Stück gebaut worden sind.
Spiralfedern aus Draht mit rechteckigem Querschnitt verwendete die Dart Engineering Company in Coventry 1923 an einem 350er Einzylinder mit obenliegender Nockenwelle.